# Markus Ragger
Markus Ragger (* 5. Februar 1988 in Klagenfurt) ist ein österreichischer Großmeister im Schach.

## Leben und Vereine
Das Schachspielen lernte er im Vorkindergartenalter von seinen Großeltern. Ragger besuchte eine Volksschule in Maria Saal und machte seine Matura am Ingeborg-Bachmann-Gymnasium in Klagenfurt. Seinen Zivildienst absolvierte er im bfz-Sozialpädagogischen Zentrum, einem Behindertenfortbildungszentrum in Klagenfurt. An der Universität Klagenfurt studierte er Mathematik, beendete das Studium jedoch zugunsten einer Karriere als Schachprofi nicht.
Mit sechs Jahren begann Markus Ragger auf Vereinsebene beim SK Maria Saal Schach zu spielen. Dort spielt er immer noch, seit der Saison 2005/06 in der 1. Bundesliga. In der Saison 2015/16 gewann er mit diesem Verein erstmals die österreichische Mannschaftsmeisterschaft. Ragger spielte aber auch schon in der griechischen Mannschaftsmeisterschaft (für Korydallos) sowie Vereinsschach in Kroatien, Slowenien (für den ŽŠK Maribor, den slowenischen Mannschaftsmeister 2011), Bosnien (2011 in Neum für den Mannschaftsmeister ŠK Bosna Sarajevo), dem Baskenland (für den Club Ajedrez Sestao, mit dem er 2017 spanischer Mannschaftsmeister wurde), Norwegen (für den Vålerenga Sjakklubb, mit dem er 2016, 2017 und 2018 Meister wurde), Frankreich (für den Club de Bischwiller, mit dem er 2015, 2018 und 2019 Meister wurde), Ungarn (für Aquaprofit NTSK, mit dem er 2017 Meister wurde), der Schweiz (für die SG Riehen) und Tschechien (für den 1. Novoborský ŠK, mit dem er 2018 tschechischer Mannschaftsmeister wurde). Ragger nahm achtmal am European Club Cup teil (2011 mit Bosna Sarajevo, 2013, 2015 und 2016 mit Maria Saal, 2014 mit Solingen sowie 2017, 2018 und 2019 mit dem 1. Novoborský ŠK), dabei erreichte er 2018 und 2019 mit der Mannschaft den zweiten Platz und gewann 2018 zudem die Einzelwertung am sechsten Brett.

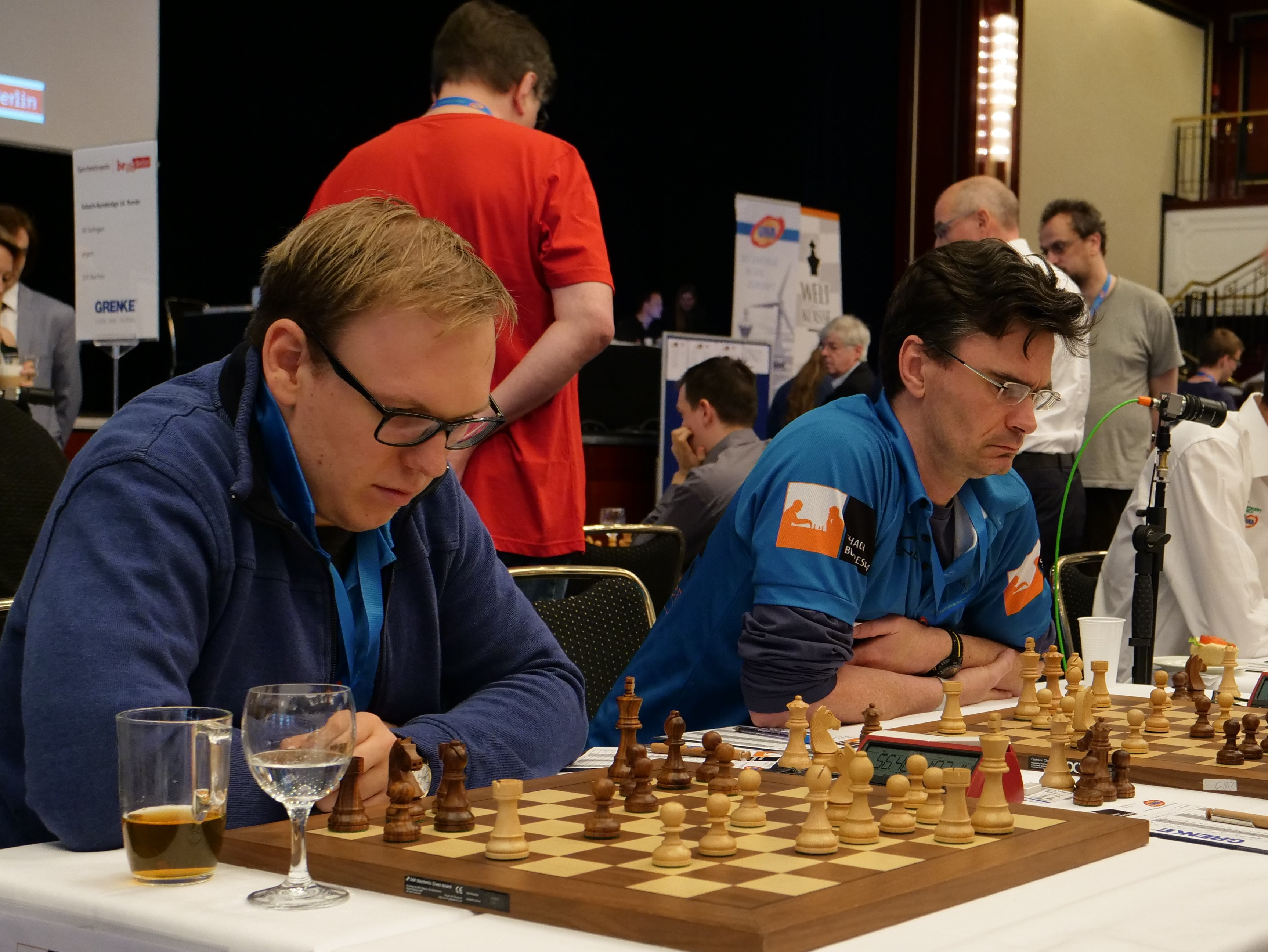
Mit Loek van Wely (re.) für Solingen in der Bundesliga-Endrunde 2018 in Berlin

In der deutschen Schachbundesliga spielt er seit der Saison 2007/08 für die Schachgesellschaft Solingen, mit der er 2016 deutscher Mannschaftsmeister wurde. Trainiert wurde er unter anderem vom bei Maria Saal spielenden Schachgroßmeister Duško Pavasovič und von GM Artur Jussupow, aber auch vom österreichischen Nationaltrainer Zoltán Ribli.
Am 30. September 2017 heiratete er die WIM Anna-Christina Kopinits.

## Erfolge
1996 wurde er als Achtjähriger österreichischer U10-Staatsmeister, danach gelang es ihm noch sechsmal, österreichische Jugendmeisterschaften zu gewinnen, zum Beispiel die U14-Meisterschaft im Mai 2002 in Saalfelden. 2002 belegte er in Iraklio bei der Weltmeisterschaft U14 den vierten Platz. FIDE-Meister ist er seit 2003, Internationaler Meister seit 2005 – er war damit zu diesem Zeitpunkt Österreichs bisher jüngster Internationaler Meister. Die ersten beiden Normen erreichte er im März 2005 innerhalb von zwei Wochen in Deizisau: bei der Internationalen Deutschen Jugendmeisterschaft und dem Neckar-Open. Die dritte Norm erreichte er in der Saison 2004/05 der 2. österreichischen Bundesliga. 2005 wurde er zum ersten Mal in Kärnten mit großem Vorsprung zum Sportler des Jahres gewählt. Im August 2004 wurde im österreichischen Mureck die Jugend-EU-Meisterschaft ausgetragen, die er in der Kategorie U16 gewinnen konnte. Im November des gleichen Jahres belegte er bei der Weltmeisterschaft U16, wiederum in Iraklio, den achten Platz. Bei der Internationalen Deutschen Jugendmeisterschaft 2005 belegte er den zweiten Platz.
Im Juli 2007 belegte er in Velden Platz eins auf dem Kärntner Schachfestival (Offene Kärntner Meisterschaft) und erreichte eine GM-Norm. Im Oktober/November 2007 blieb er bei der Mannschaftseuropameisterschaft in Iraklio/Kreta am Spitzenbrett des österreichischen Teams ungeschlagen und erspielte seine zweite GM-Norm. Die abschließende Norm erzielte er in der Saison 2007/08 in der österreichischen Bundesliga, sodass ihm im März 2008 der Großmeister-Titel verliehen wurde. Er ist damit nach dem im Jahr 2000 verstorbenen Karl Robatsch der zweite Kärntner Großmeister. Im Juli 2008 gewann er in Leoben die österreichische Staatsmeisterschaft. Den Titel konnte er 2009 in Jenbach und 2010 in Wien verteidigen. Bei der Einzeleuropameisterschaft erreichte er nach einem 65. Platz 2007 in Dresden (an 194 gesetzt), einem 74. 2009 in Budva (an 116 gesetzt) und einem 46. Platz 2010 in Rijeka (an 122 gesetzt) 2011 in Aix-les-Bains, an 73 gesetzt, den sechsten Platz. Er ließ dabei sieben Spieler mit einer Elo-Zahl von mehr als 2700 hinter sich und qualifizierte sich für den Schach-Weltpokal. Bei den Europameisterschaften 2012 in Plowdiw (25. Platz) und 2013 in Legnica (18. Platz) hatte er erneut eine Platzierung, die ihm diese Qualifikation sicherte. 2015 gewann er den Politiken Cup in Helsingør. Weitere Erfolge waren der Turniersieg beim Vienna Open 2016 und der geteilte 1./2. Platz beim Tata Steel Challenge in Wijk aan Zee 2017 (dabei hatte Ragger die schlechtere Zweitwertung gegenüber Sieger Gawain Jones). Seine vierte österreichische Einzelmeisterschaft gewann er 2021 in Innsbruck.
Ragger nahm mit der österreichischen Nationalmannschaft an den Schacholympiaden 2008, 2010, 2012, 2014, 2016, 2018 und 2022 sowie den Mannschaftseuropameisterschaften 2007, 2009, 2011, 2013, 2015, 2017 und 2019 teil und spielte dabei jeweils am Spitzenbrett.
Ragger ist der einzige Österreicher, der je ein FIDE-Rating von über 2700 erreicht hat (Stand: April 2021). Seine bisher höchste Elo-Zahl erreichte er im Februar 2017 mit 2703 Punkten, womit er auf Platz 41 der Weltrangliste lag. Er ist der deutlich stärkste gebürtige österreichische Spieler und war der erste Österreicher in den Top 50 der FIDE-Elo-Liste seit der Einführung dieser Wertung im Jahre 1971.
Ein Buch über Eva Moser, das er gemeinsam mit Michael Ehn und Kurt Jungwirth schrieb, erschien 2021 beim Joachim Beyer Verlag.

## Veröffentlichungen
- Michael Ehn, Kurt Jungwirth, Markus Ragger: Eva Moser. Phantasie und Präzision auf dem Schachbrett. Joachim Beyer Verlag, Eltmann 2021. ISBN 978-3-95920-130-8.
- Kraftvoll eröffnen: Grünfeld-Indisch Band 1 und 2. ChessBase, Hamburg 2021, ISBN 978-3-86681-824-8.
  - Band 1: System mit cxd5
  - Band 2: System ohne cxd5